# Ngong

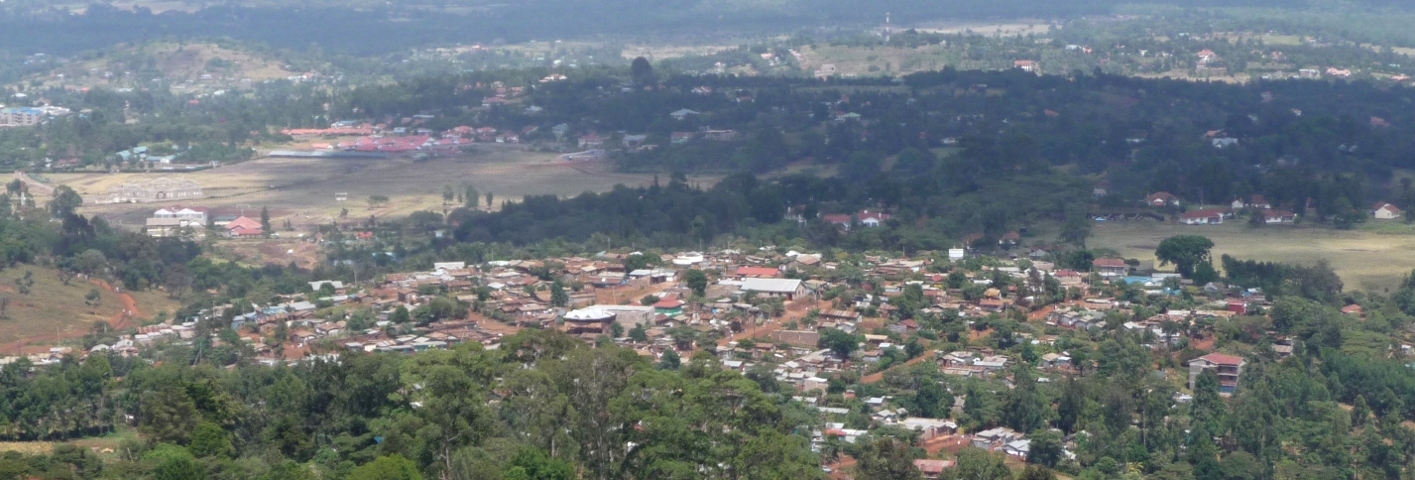
Ngong.

Ngong är en ort i distriktet Kajiado i provinsen Rift Valley i Kenya. År 1999 hade staden 57 483 invånare.
Orten har fått sitt namn från intilliggande Ngong Hills.